# Russische Meisterschaften im Skispringen 2017
Die russischen Meisterschaften im Skispringen 2017 fanden am 10. und 11. Januar sowie vom 28. bis zum 30. März in Tschaikowski auf der Schanzenanlage Sneschinka statt. Die Männer trugen zwei Einzelspringen sowie ein Teamspringen aus, wohingegen bei den Frauen lediglich eine Meisterin von der Normalschanze gekürt wurde. Darüber hinaus wurde ein Mixed-Team-Wettkampf abgehalten. Veranstalter war der russische Skiverband für Skispringen und die Nordische Kombination. Zur Berechnung der Wettkampfergebnisse kam noch keine Windberechnung zum Einsatz, sodass lediglich die sich aus der Weite ergebenden Punkte mit den Haltungsnoten der Wettkampfrichter addiert wurden.

## Austragungsort
| \| Tschaikowski \| |
| Tschaikowski       |

| Tschaikowski |

## Ergebnisse

### Frauen
| Platz | Name                    | Föderationssubjekt      | Weite 1 | Weite 2 | Punkte |
| ----- | ----------------------- | ----------------------- | ------- | ------- | ------ |
| 01.   | Xenija Kablukowa        | Region Perm             | 086,5   | 092,0   | 198,0  |
| 02.   | Alexandra Kustowa       | Oblast Moskau           | 084,0   | 092.0   | 193,0  |
| 03.   | Sofija Tichonowa        | Sankt Petersburg        | 085,5   | 088,5   | 189,5  |
| 04.   | Alexandra Baranzewa     | Oblast Moskau           | 084,5   | 084,5   | 176,5  |
| 05.   | Lidija Jakowlewa        | Sankt Petersburg        | 077,5   | 086,5   | 165,5  |
| 06.   | Anastassija Barannikowa | Region Perm             | 085,0   | 075,5   | 157,0  |
| 07.   | Marija Jakowlewa        | Sankt Petersburg        | 077,5   | 080,5   | 153,0  |
| 08.   | Natalja Solowjowa       | Oblast Nischni Nowgorod | 073,0   | 077,5   | 135,0  |
| 09.   | Anna Schukowa           | Oblast Moskau           | 074,0   | 076,0   | 132,5  |
| 10.   | Anna Schpynjowa         | Sankt Petersburg        | 073,5   | 072,5   | 121,5  |

Datum: 28. März 2017
Schanze: Normalschanze K-95
Russische Meisterin 2016:  Irina Awwakumowa
In Abwesenheit der verletzten Titelverteidigerin Irina Awwakumowa gewann Xenija Kablukowa ihren ersten Meistertitel. Die im Gesamtweltcup vor Kablukowa platzierten Athletinnen Alexandra Kustowa und Sofija Tichonowa reihten sich hinter ihr ein. Es nahmen 20 Athletinnen aus sechs Föderationssubjekten am Wettbewerb teil.

### Männer

#### Normalschanze
| Platz | Name                  | Föderationssubjekt      | Weite 1 | Weite 2 | Punkte |
| ----- | --------------------- | ----------------------- | ------- | ------- | ------ |
| 01.   | Denis Kornilow        | Oblast Nischni Nowgorod | 101,0   | 099,0   | 250,5  |
| 02.   | Ilmir Chasetdinow     | Oblast Moskau           | 098,5   | 097,0   | 238,0  |
| 03.   | Roman Trofimow        | Oblast Nischni Nowgorod | 098,0   | 098,0   | 236,0  |
| 04.   | Dmitri Wassiljew      | Oblast Moskau           | 098,5   | 095,0   | 232,5  |
| 05.   | Alexei Romaschow      | Sankt Petersburg        | 097,0   | 096,0   | 231,0  |
| 05.   | Wladislaw Bojarinzew  | Sankt Petersburg        | 097,5   | 096,0   | 231,0  |
| 07.   | Michail Nasarow       | Moskau                  | 095,0   | 095,0   | 223,0  |
| 08.   | Michail Maximotschkin | Oblast Nischni Nowgorod | 097,0   | 086,5   | 209,5  |
| 09.   | Nikolai Matawin       | Oblast Moskau           | 089,0   | 095,5   | 208,5  |
| 10.   | Artjom Redschepow     | Republik Tatarstan      | 090,0   | 093,0   | 208,0  |

Datum: 29. März 2017
Schanze: Normalschanze K-95
Russischer Meister 2016:  Denis Kornilow
Teilnehmer: 60 
Disqualifikationen: 2
Als einziger Athlet sprang der spätere russische Meister Denis Kornilow über 100 Meter. Vizemeister wurde Ilmir Chasetdinow, der im ersten Durchgang mit 98,5 Metern die drittgrößte Weite des Tages erzielte. Dmitri Wassiljew lag mit ebenfalls 98,5 m nach dem ersten Durchgang noch auf Rang drei, fiel dann aber mit 95 m im Finale auf den vierten Rang zurück. Anstelle von ihm wurde Roman Trofimow Dritter, der wie Kornilow für die Oblast Nischni Nowgorod antrat. Jewgeni Klimow war nicht anwesend.

#### Großschanze
| Platz | Name                  | Föderationssubjekt      | Weite 1 | Weite 2 | Punkte |
| ----- | --------------------- | ----------------------- | ------- | ------- | ------ |
| 01.   | Jewgeni Klimow        | Oblast Moskau           | 139,5   | 147,0   | 291,2  |
| 02.   | Maxim Sergejew        | Republik Tatarstan      | 132,5   | 140,0   | 270,0  |
| 03.   | Denis Kornilow        | Oblast Nischni Nowgorod | 127,0   | 137,0   | 253,2  |
| 04.   | Dmitri Wassiljew      | Oblast Moskau           | 127,0   | 136,0   | 241,9  |
| 05.   | Michail Maximotschkin | Oblast Nischni Nowgorod | 127,0   | 131,0   | 239,4  |
| 06.   | Alexei Romaschow      | Sankt Petersburg        | 126,0   | 131,0   | 239,1  |
| 07.   | Roman Trofimow        | Oblast Nischni Nowgorod | 124,5   | 132,0   | 237,2  |
| 08.   | Ilmir Chasetdinow     | Oblast Moskau           | 126,0   | 128,0   | 232,2  |
| 09.   | Iwan Lanin            | Oblast Nischni Nowgorod | 126,5   | 126,5   | 227,9  |
| 10.   | Jegor Ussatschow      | Region Perm             | 132,0   | 126,0   | 225,4  |

Datum: 10. Januar 2017
Schanze: Großschanze K-125
Russischer Meister 2016:  Denis Kornilow
Teilnehmer: 56
Nur wenige Tage nachdem Jewgeni Klimow im Rahmen der Vierschanzentournee 2016/17 in Innsbruck erstmals aufs Weltcup-Podest sprang, wurde er mit deutlichem Vorsprung russischer Meister von der Großschanze. Im zweiten Durchgang landete Klimow sieben Meter über Hillsize. Seine erste nationale Einzelmedaille gewann Maxim Sergejew auf Rang zwei.

#### Team
| Platz | Team                       | Namen                                                                         | Weite 1                 | Weite 2                 | Punkte |
| ----- | -------------------------- | ----------------------------------------------------------------------------- | ----------------------- | ----------------------- | ------ |
| 01.   | Oblast Nischni Nowgorod I  | Michail Maximotschkin Iwan Lanin Roman Trofimow Denis Kornilow                | 131,0 124,5 130,0 133,5 | 136,0 124,5 131,0 141,0 | 991,7  |
| 02.   | Oblast Moskau I            | Nikolai Matawin Ilmir Chasetdinow Dmitri Wassiljew Jewgeni Klimow             | 105,5 125,0 137,0 141,0 | 114,5 133,5 140,5 146,0 | 958,9  |
| 03.   | Sankt Petersburg           | Fjodor Tschischow Alexander Martschukow Wladislaw Bojarinzew Alexei Romaschow | 108,0 114,5 118,5 122,0 | 112,0 118,5 126,5 125,5 | 786,4  |
| 04.   | Oblast Nischni Nowgorod II | Andrei Patschin Alexander Schuwalow Sergei Schulajew Alexander Sardyko        | 117,0 120,0 114,5 112,0 | 114,5 128,5 123,0 116,0 | 782,4  |
| 05.   | Region Perm I              | Alexei Kamynin Sergei Kulikow Wladislaw Skatschilow Jegor Ussatschew          | 103,5 107,5 119,5 125,5 | 110,0 111,5 115,5 130,0 | 662,0  |

Datum: 11. Januar 2017
Schanze: Großschanze K-125
Russischer Meister 2016:  Oblast Nischni Nowgorod
Teilnehmende Teams / Föderationssubjekte: 12 / 9
Weitere Platzierungen:

06. Platz:  Republik Tatarstan

07. Platz:  Oblast Sachalin

08. Platz:  Oblast Kirow

09. Platz:  Oblast Moskau II

10. Platz:  Moskau

11. Platz:  Republik Baschkortostan

12. Platz:  Region Perm II
Das Team aus der Oblast Nischni Nowgorod verteidigte seinen Titel, wobei anstelle von Alexander Sardyko Iwan Lanin zur Mannschaft gehörte. Um nur vier Punkte verpasste zudem das zweite Team aus der Oblast das Podest. Kurioserweise erreichte das Team aus der Oblast Kirow den Finaldurchgang, obwohl er aus nur drei Athleten bestand und somit besser abschnitt als drei Teams mit vier Spirngern.

### Mixed
| Platz | Team                    | Namen                                                                           | Weite 1                 | Weite 2 | Punkte |
| ----- | ----------------------- | ------------------------------------------------------------------------------- | ----------------------- | ------- | ------ |
| 01.   | Oblast Moskau I         | Alexandra Baranzewa Ilmir Chasetdinow Alexandra Kustowa Dmitri Wassiljew        | 075,5 095,5 084,0 096,5 | —       | 380,5  |
| 02.   | Sankt Petersburg I      | Lidija Jakowlewa Wladislaw Bojarinzew Sofija Tichonowa Alexei Romaschow         | 075,0 085,5 086,5 084,0 | —       | 336,0  |
| 03.   | Region Perm I           | Anastassija Barannikowa Wladislaw Skatschilow Xenija Kablukowa Jegor Ussatschew | 086,5 084,0 066,5 090,0 | —       | 328,0  |
| 04.   | Oblast Nischni Nowgorod | Marija Sotowa Roman Trofimow Natalja Solowjowa Denis Kornilow                   | 066,0 111,0 069,5 090,0 | —       | 323,5  |
| 05.   | Sankt Petersburg II     | Anna Schpynjowa Fjodor Tschischow Marija Jakowlewa Alexander Martschukow        | 077,5 078,5 070,5 085,0 | —       | 290,0  |

Datum: 30. März 2017
Schanze: Normalschanze K-95
Russischer Meister 2016:  Sankt Petersburg
Teilnehmende Teams / Föderationssubjekte: 10 / 6
Disqualifikationen: 2
Weitere Platzierungen:

6. Platz:  Oblast Swerdlowsk

7. Platz:  Moskau

8. Platz:  Region Perm II

DSQ:  Oblast Moskau II

DSQ:  Region Perm III

Aufgrund turbulenter Windverhältnisse fand kein zweiter Durchgang statt. Mit seinem Sprung auf 111 Metern stellte Roman Trofimow einen neuen inoffiziellen Schanzenrekord auf.

## Medaillenspiegel
| Platz | Föderationssubjekt      |   |   |   |    |
| ----- | ----------------------- | - | - | - | -- |
| 1     | Oblast Moskau           | 2 | 3 | 0 | 5  |
| 2     | Oblast Nischni Nowgorod | 2 | 0 | 2 | 4  |
| 3     | Region Perm             | 1 | 0 | 1 | 2  |
| 4     | Sankt Petersburg        | 0 | 1 | 2 | 3  |
| 5     | Republik Tatarstan      | 0 | 1 | 0 | 1  |
| Total | Total                   | 5 | 5 | 5 | 15 |